# Sagita Island
Sagita Island (englisch; bulgarisch остров Сагита ostrow Sagita) ist eine felsige, in südwest-nordöstlicher Ausrichtung 280 m lange und 180 m breite Insel vor der Nordostküste der Astrolabe-Insel nordwestlich der Antarktischen Halbinsel. Sie liegt 0,71 km südöstlich des Kanarata Point und 1,64 km nordöstlich des Drumohar Peak.
Deutsche und britische Wissenschaftler kartierten sie 1996 gemeinsam. Die bulgarische Kommission für Antarktische Geographische Namen benannte sie 2018 nach dem bulgarischen Trawler Sagita, der zum Fischfang im Verbund mit wissenschaftlichen Untersuchungen in zwei Kampagnen zwischen 1978 und 1980 in den Gewässern um Südgeorgien operiert hatte.